# See see the sun (album)
See see the sun is het debuutalbum van de Nederlandse symfonische rockgroep Kayak. 

## Inleiding
Naar aanleiding van het (bescheiden) commerciële succes van de singles Lyrics en Mammoth mocht Kayak een hele langspeelplaat opnemen. Daartoe trok de band in de april, mei en juni van 1973 de EMI / Bovema-studios in Heemstede in  Samen met muziekproducent Gerrit-Jan Leenders en geluidstechnicus Pierre Godfroy Chateau werden in eerste instantie drums, bas en toetsen vasteglegd, nadat Scherpenzeel al wat eenvoudig werk thuis had verricht. Bij de opnamen kwam een aantal problemen aan het licht. De drums van Koopman en de bas van Van Leeuwen pasten niet goed bij elkaar; er moest een goede mix ontstaan van rock- (Koopman) en jazzinvloeden (Van Leeuwen). Voorts bleek de stem van Werner hoger dan Scherpenzeel had ingeschat. Het alternatief door Werner lager te laten zingen leidde niet tot het gewenste resultaat; zijn stem werd hoger ingezet, hetgeen als bijkomstigheid een eigen geluid opleverde. Tot slot bleek de mellotron vanwege haar korte klankopbouw meer nukken te hebben dan gedacht.
Van de twaalf opgenomen stukken werden er negen geselecteerd voor het album.
De mix van de nieuw opgenomen stukken was in handen van Alan Parsons en Pierre Geoffrey Chateau aan de tafels van de Abbey Road Studios in Londen. Scherpenzeel en Koopman schrokken eerst van de structurele aanpak van Parsons, maar raakten in de loop van het proces overtuigd dat het de juiste aanpak was.

## Musici

### Kayak
- Ton Scherpenzeel — orgel, synthesizers, piano, zang
- Pim Koopman — slagwerk, synthesizer, marimba, zang; eerste stem op Lovely Luna, Forever is a lonely thought en Give it a name
- Max Werner — eerste zang andere tracks, percussie, mellotron
- Cees van Leeuwen — basgitaar, harmonica, zang
- Johan Slager — gitaar, zang

### Gastmusici
- Giny Busch, Martine Koeman — viool op Lyrics (studenten van Muzieklyceum Hilversum)
- Ernst Reijseger — cello op Lyrics (student van Muzieklyceum Hilversum)
- Gerrit-Jan Leenders — zang, percussie op Hope for a Life
- Rijn Peter de Klerk — percussie op Hope for a Life
- G. Perlee — draaiorgel "Flamingo" Amsterdam op Mammoth

## Tracklist
De laatste twee tracks zijn twee bonustracks op de compact disc-uitgave uit 1995 op Pseudonym.

| Nr. | Titel                                                                                    | Duur |
| --- | ---------------------------------------------------------------------------------------- | ---- |
| 1.  | Reason for it all (Scherpenzeel)                                                         | 6:29 |
| 2.  | Lyrics (Scherpenzeel)                                                                    | 3:42 |
| 3.  | Mouldy wood (muziek: Scherpenzeel, Slager, Koopman; tekst: Scherpenzeel)                 | 5:16 |
| 4.  | Lovely Luna (Koopman)                                                                    | 8:19 |
| 5.  | Hope for a life (muziek: Scherpenzeel, Koopman; tekst: Scherpenzeel)                     | 6:49 |
| 6.  | Ballet for the cripple (muziek: Scherpenzeel, Koopman; tekst: Scherpenzeel, van Leeuwen) | 4:39 |
| 7.  | Forever is a lonely thought (muziek: Koopman; tekst: Scherpenzeel)                       | 5:26 |
| 8.  | Mammoth (Koopman, Scherpenzeel)                                                          | 2:57 |
| 9.  | See see the sun (muziek: Koopman, Scherpenzeel; tekst: van Leeuwen)                      | 4:13 |
| 10. | Still try to write a book (Koopman)                                                      | 2:01 |
| 11. | Give it a name (muziek: Koopman, Scherpenzeel; tekst: Koopman, van Leeuwen)              | 2:44 |

## Titel en hoes
Het album zou eerst vernoemd worden naar de track Forever is a lonely thought, maar werd alsnog gewijzigd in See see the sun. Die titel werd echter niet afgedrukt  op het "titelblad" van de langspeelplaat. De zon is daarop nauwelijks te zien (alleen halo); het is een foto genomen in Akjoujt, Mauritanië tijdens een zonsverduistering in juni 1973. De foto is genomen door Carl Koppeschaar. De mannen staan zelf op de achterkant afgebeeld met de bekende stroken om tegen de zon in te kunnen zien; die foto was genomen op het strand van Scheveningen. Pieter Barth zag in 2022 een gelijkenis met de hoes van en track Eclipse van The Dark Side of the Moon van Pink Floyd. 